# Modern femkamp vid olympiska sommarspelen 1972
Resultat från tävlingarna i modern femkamp vid olympiska spelen 1972. 

## Medaljörer
| Spel                     | Guld                                                            | Silver                                          | Brons                                             |
| Individuellt Detaljer... | András Balczó Ungern                                            | Boris Onisjtjenko Sovjetunionen                 | Pavel Lednyov Sovjetunionen                       |
| Lag Detaljer...          | Sovjetunionen Boris Onisjtjenko Pavel Lednjov Vladimir Sjmeljov | Ungern András Balczó Zsigmond Villányi Pál Bakó | Finland Risto Hurme Veikko Salminen Martti Ketelä |

## Medaljtabell
| Pl. | Nation        | Guld | Silver | Brons | Totalt |
| --- | ------------- | ---- | ------ | ----- | ------ |
| 1   | Sovjetunionen | 1    | 1      | 1     | 3      |
| 2   | Ungern        | 1    | 1      | 0     | 2      |
| 3   | Finland       | 0    | 0      | 1     | 1      |

## Deltagande nationer
| - Australien (2) - Österrike (3) - Bulgarien (3) - Kanada (3) - Danmark (3) - Finland (3) - Frankrike (3) | - Storbritannien (3) - Ungern (3) - Italien (3) - Japan (3) - Mexiko (3) - Nederländerna (3) | - Polen (3) - Rumänien (3) - Sovjetunionen (3) - Sverige (3) - Schweiz (3) - USA (3) - Västtyskland (3) |